# Mike Gregory
Michael Seward Gregory (* 16. Dezember 1956 in Bath, Somerset; † 19. April 2022) war ein englischer Dartspieler. Er erreichte zwei Mal das Finale des Winmau World Masters und das Finale der BDO World Darts Championship 1992.

## Karriere

### Anfänge und BDO-Karriere bis 1992
Gregory war von Mitte der 1980er- bis Anfang der 1990er-Jahre einer der bestplatzierten Spieler der BDO-Weltrangliste und war so bei sieben Weltmeisterschaften unter den ersten vier Spielern gesetzt. Gewinnen konnte er einen Weltmeistertitel jedoch nie.
Als Durchbruch seiner Karriere kann wohl der Sieg über John Lowe im Halbfinale der British Open 1983 bezeichnet werden. Im Finale musste er sich jedoch Eric Bristow geschlagen geben. Noch im selben Jahr verlor er erneut gegen Bristow im Finale des World Masters. Er gab 1984 sein Weltmeisterschaftsdebüt und erreichte das Viertelfinale, wobei er gegen Jocky Wilson deutlich mit 0:5 verlor.
Gregory verlor auch 1987, 1989 und 1993 im Viertelfinale der Weltmeisterschaft. 1990 stand er zum ersten Mal im Halbfinale, verlor gegen Eric Bristow und erreichte 1992 seine einzige Finalteilnahme. In einer spannenden Partie verlor er knapp mit 5:6 in den Sätzen gegen Phil Taylor. Nachdem er sechs Darts zum Titel verpasst hatte – jeweils zwei auf der Doppel-20, der Doppel-8 und der Doppel-10, die er seitdem scherzhaft als Bermudadreieck bezeichnet – ging die Partie letztlich in ein Sudden Death-Leg. Dieses wurde gespielt, da es sowohl 5:5 in Sätzen, als auch in den Legs des letzten Satzes stand. Dies kam zum ersten Mal in der 14-jährigen Geschichte der Weltmeisterschaft vor und die Partie wird oft in Diskussionen über die größte Dartspartie aller Zeiten erwähnt. Taylor selbst führte dies mehrfach als sein größtes Spiel an. Gregory gewann das Ausbullen, um im Entscheidungssatz als Erster werfen zu dürfen, hatte aber in seiner ersten Aufnahme einen Bounce-Out und Taylor besiegelte den Sieg bequem. Gregory wurde der erste Spieler, der ein Weltmeisterschaftsfinale verlor, nachdem er Darts auf ein Doppel zum Sieg hatte. Erst 2018 tat es ihm Mark McGeeney gleich.
Obwohl er nie Weltmeister war, gewann er viele im Fernsehen übertragene Titel, darunter das Unipart British Professional 1984 (wobei er sowohl Jocky Wilson als auch John Lowe besiegte) sowie das MFI World Matchplay 1986 und wurde einer von nur sieben Spielern, die die News of the World Darts Championship zwei Mal (1987 und 1988) gewinnen konnten und neben Tom Barrett (1963/64 und 1964/65) und Eric Bristow (1983 und 1984) der einzige Spieler, der sie in aufeinanderfolgenden Jahren gewann.

### Abspaltung der WDC (1992–1993)
Mike Gregory war 1992 bis 1993 eine umstrittene Figur in einem Streit, der Darts bedrohte. Darts erlebte in den 1980er- und 1990er-Jahren ein Auf und Ab. Zunächst konnten Sponsoren und Fernsehanstalten nicht genug von dem Spiel bekommen, sodass viele große Turniere auf den Bildschirmen erschienen. Trotz der vielen Turniere hatte das Spiel in den Augen vieler ein schlechtes Image – Spieler durften während der Spiele auf der Bühne rauchen und Alkohol trinken. Die Entscheidung von ITV, die Sendung „World of Sport“ nach September 1985 einzustellen, war der erste schwere Schlag, da die Sendung regelmäßig Darts behandelt hatte. Im Sommer 1988 beschlossen sowohl die BBC als auch ITV kurz hintereinander, ihre gesamte Berichterstattung über Darts ab Anfang 1989 einzustellen, mit Ausnahme der Weltmeisterschaft bei der BBC. Dieser massive Einbruch der Fernsehberichterstattung, kombiniert mit dem schlechten Image von Darts bei Sponsoren, machte es professionellen Dartspielern sehr schwer, von diesem Sport zu leben.
Einige Spieler gründeten im Januar 1992 den World Darts Council (WDC – jetzt bekannt als Professional Darts Corporation) mit der Absicht, die Fernsehpräsenz des Spiels zu stärken und ihre Einnahmen zu steigern, die in den vergangenen Jahren stark zurückgegangen waren.
Die 16 besten Spieler der Weltrangliste, darunter alle ehemaligen Weltmeister, fanden sich geschlossen bei der WDC zusammen und Gregory gewann das erste Turnier des neuen Verbandes, das Lada UK Masters 1992, das regional auf Anglia Television übertragen wurde, wobei Gregory Dennis Priestley im Finale besiegte. Die Spieler planten, während der Weltmeisterschaft 1993 als Zeichen der Solidarität WDC-Logos auf ihren Ärmeln zu tragen, aber der Dachverband, die British Darts Organisation (BDO), forderte die Spieler auf, sie zu entfernen. Später im Turnier gaben die WDC-Spieler eine Erklärung ab, in der sie angaben, dass sie nur an der Weltmeisterschaft 1994 teilnehmen würden, wenn sie unter der Schirmherrschaft der WDC stünde, und dass sie nur die WDC als befugt anerkennen, ihre Teilnahme an Dartturnieren weltweit zu organisieren.
Gregory gewann das zweite WDC Lada UK Masters im November 1993 und besiegte Bob Anderson im Finale. Die WDC hatte gerade einen Vertrag mit Sky Sports unterzeichnet, um ab 1994 seine eigene Weltmeisterschaft und sein eigenes World Matchplay auszutragen und übertragen zu lassen. Ende November 1993 hatte Gregory einen unerwarteten Sinneswandel und beschloss, zur BDO zurückzukehren. Chris Johns war der einzige andere Spieler, der ebenfalls zur BDO zurückkehrte (bereits vor Gregory). Alle weiteren 14 Gründungsmitglieder blieben der WDC treu. Gregorys Entscheidung, zur BDO zurückzukehren, sorgte für Kontroversen, da die WDC-Spieler sich offenbar im Stich gelassen fühlten, vor allem, weil er ihnen seine Entscheidung nicht im Voraus mitgeteilt habe.

### Nach der Abspaltung der WDC
Das letzte BDO-Turnier, an dem die rebellierenden Spieler teilnahmen, waren die Finland Open im April 1993. Gregory kehrte zur BDO rechtzeitig zu den British Open 1994 zurück, die am Neujahrstag stattfanden, und er erreichte das Halbfinale. Er konnte 1994 nicht an der BDO World Darts Championship teilnehmen, da die Auslosung des Turniers bereits vorgenommen worden war, bevor er sich entschied, zur BDO zurückzukehren. Später im Jahr 1994 gewann er die Norway Open und die Belgian Open.
1995 spielte er zum ersten Mal seit der Trennung wieder bei einer Weltmeisterschaft, als Nummer fünf bei der BDO. Er erreichte das Viertelfinale und verlor dort 3:4 gegen Martin Adams.
Seine weiteren WDF-Titel gewann er 1995, als er die Swiss Open und die Belgian Open gewann. Gregory gewann seinen letzten im Fernsehen übertragenen Titel im September 1995, als er das Unipart European Masters gewann, das im Lakeside Country Club stattfand und von der BBC übertragen wurde. Im Halbfinale besiegte Gregory den amtierenden BDO-Weltmeister Richie Burnett und im Finale Peter Manley.
Nach Gregorys Sieg bei den Unipart European Masters ließ seine Form schnell nach. Bei seinen nächsten drei Auftritten bei der BDO-Weltmeisterschaft – 1996, 1997 und 1999 – musste er jeweils Erstrundenniederlagen hinnehmen. Nach 1999 konnte sich Gregory nicht mehr für die Weltmeisterschaft qualifizieren. Abgesehen von einem Auftritt im Viertelfinale bei den Welsh Open 2001 und einer Niederlage gegen Davy Richardson im Finale der Scottish Open 2003 hat er seit 1999 nicht mehr an den letzten Runden der Open-Events teilgenommen. Sein letztes professionelles Darts-Turnier waren die Scottish Open 2005, als er das Achtelfinale erreichte.
Gregory spielte zuletzt in lokalen Ligen für Somerset sowie für Radstock in der Somerset Super League, wo er mit PDC-Spieler Steve Grubb spielte. Gerüchte über Comebacks für die zweite BetFred League of Legends und die BDO World Championship 2010 kamen auf, aber beides geschah nicht.
Gregory starb am 19. April 2022 im Alter von 65 Jahren.

## Weltmeisterschaftsresultate

### BDO
- 1984: Viertelfinale (0:5-Niederlage gegen  Jocky Wilson)
- 1985: 1. Runde (1:2-Niederlage gegen  Bobby George)
- 1986: 1. Runde (0:3-Niederlage gegen  Keith Deller)
- 1987: Viertelfinale (3:4-Niederlage gegen  Jocky Wilson)
- 1988: 1. Runde (0:3-Niederlage gegen  Chris Johns)
- 1989: Viertelfinale (3:4-Niederlage gegen  Jocky Wilson)
- 1990: Halbfinale (2:5-Niederlage gegen  Eric Bristow)
- 1991: Achtelfinale (0:3-Niederlage gegen  Eric Bristow)
- 1992: Finale (5:6-Niederlage gegen  Phil Taylor)
- 1993: Viertelfinale (2:4-Niederlage gegen  Bobby George)
- 1995: Viertelfinale (3:4-Niederlage gegen  Martin Adams)
- 1996: 1. Runde (0:3-Niederlage gegen  Les Wallace)
- 1997: 1. Runde (2:3-Niederlage gegen  Roland Scholten)
- 1999: 1. Runde (1:3-Niederlage gegen  Martin Adams)